# Marc Dochan
Marc Dochan (* 1978 in Frankfurt am Main) ist ein deutscher Fantasy- und Thriller-Schriftsteller.

## Leben
Nach seinem Abschluss der Höheren Handelsschule in Usingen setzte er seine Ausbildung am Beruflichen Gymnasium für Ernährung fort. Er absolvierte sein Abitur, machte anschließend den Zivildienst und ein Studium der Anglistik und Germanistik für das Lehramt in der Sekundarstufe 2 von 1999 bis 2006 an der Johann-Wolfgang-Goethe-Universität Frankfurt am Main. Von 2007 bis 2015 unterrichtete er Englisch, Ethik und Mathematik an der Adolf-Reichwein-Schule in Neu-Anspach. Bereits seit 2006 betreibt Dochan selbstständig ein Institut für Nachhilfe in den verschiedensten Unterrichtsfächern, das er bis heute unterhält. Außerdem hat er auf YouTube zahlreiche Einsteigervideos zum Strategie-Computerspiel StarCraft II hochgeladen sowie ist als Kommentator von kompetitiven Multiplayer-Partien aufgetreten. Im Jahr 2016 gründete er die ‚Female StarCraft League‘ (FSL).

## Rezeption
Mit 15 Jahren schrieb er bereits den Fantasyroman „Projekt Brainwave“, der dann 1997 herauskam. Sein zweites Buch „In der Tiefe des Lichts“ wurde im Jahr 2004 verlegt. 

## Werke
- In der Tiefe des Lichts. Schardt, Oldenburg 2004, ISBN 3-89841-134-6.
- Projekt Brainwave. Frieling, Berlin 1997, ISBN 3-8280-0304-4.